# Canal 21 (El Salvador)
Canal 21 es un canal de televisión abierta salvadoreño, propiedad del Grupo Megavisión. Fue lanzado el 1 de marzo de 1993.

## Historia
Canal 21 fue fundado el 1 de marzo de 1993, por el empresario salvadoreño de origen palestino Óscar Antonio Safie.
En 1998, el Grupo Megavisión firma una alianza estratégica con Nickelodeon para la transmisión de series animadas.
En 2006 se crea una nueva alianza con MTV Networks, esta vez con VH1, para que Canal 21 transmita parte de la programación de dicho canal musical.

## Programación
En la programación de Canal 21 se destacan el noticiero Telenoticias Megavisión, el programa de entrevistas Diálogo, el foro deportivo Fanáticos Plus, el programa juvenil El Sótano, entre otros.
- 7 Días
- Arriba mi Gente
- Aroma y Sazón
- Código 21
- Diálogo
- El Sótano
- Fanáticos Plus
- Mi País TV
- Pulso Ciudadano
- Salud TV
- Studio 21
- Telenoticias Megavisión AM
- Telenoticias Megavisión Mediodía
- Telenoticias Megavisión Estelar
- Telenoticias Megavisión Fin de Semana